# Penthimia flavinotum
Penthimia flavinotum är en insektsart som beskrevs av Matsumura 1912. Penthimia flavinotum ingår i släktet Penthimia och familjen dvärgstritar. Inga underarter finns listade i Catalogue of Life.